# Ali Bahjat
Ali Bahjat Fadhil (arab. علي بهجت فاضل, ur. 3 marca 1992 w Bagdadzie) – iracki piłkarz występujący na pozycji obrońcy w drużynie Al-Quwa Al-Jawiya.

## Kariera piłkarska
Swoją karierę piłkarską zaczynał w klubie Al-Karkh SC. Grał tam przez jeden sezon - 2010/2011. Zajął wtedy z nimi 5. miejsce w północnej grupie Dawri Al-Nokhba, dzięki czemu się pewnie utrzymali. Po tym sezonie przeniósł się do Duhok SC. W ciągu dwóch sezonów rozegrał tam 43 spotkania, strzelając 2 bramki. W sezonie 2011/2012 został z nimi wicemistrzami Iraku, plasując się tylko za Erbil SC. Sezon później zajęli 5. miejsce. Następne 2,5 sezonu spędził w stołecznym Al-Shorta SC. W sezonie 2014/2015 zajął z nimi w lidze 3. lokatę, ustępując tylko Naft Al-Wasat SC i Al-Quwa Al-Jawiya. W styczniu 2016 roku dołączył do Al-Mina'a SC - grał tam jednak tylko przez pół roku. Od lipca 2016 roku jest zawodnikiem Al-Quwa Al-Jawiya. Już  wpierwszym sezonie 2016/2017 został z nimi mistrzem kraju, natomiast sezon później w lidze ustąpili tylko Al-Zawraa, zajmując drugie miejsce. Wraz ze swoją drużyną startowali w Pucharze AFC w latach 2016 i 2017. Obydwie te edycje zakończyły się ich wygranymi.

## Kariera reprezentacyjna
ALi Bahjat w reprezentacji Iraku zadebiutował 11 września 2012 roku w meczu eliminacyjnym do Mistrzostw Świata 2014 przeciwko reprezentacji Japonii. Mecz zakończył się porażką Irakijczyków 1:0, a Ali Bahjat zagrał cały mecz. Znalazł się w kadrze Iraku na Puchar Azji 2015, gdzie wystąpił tylko w przegranym spotkaniu o 3. miejsce z reprezentacją Zjednoczonych Emiratów Arabskich. Ali Bahjat wszedł w tym meczu na boisko w 62. minucie.
Stan na 27 lipca 2018
| Reprezentacja | Rok     | Mecze | Bramki |
| ------------- | ------- | ----- | ------ |
| Irak          | 2012    | 7     | 0      |
| Irak          | 2013    | 9     | 0      |
| Irak          | 2014    | 4     | 0      |
| Irak          | 2015    | 5     | 0      |
| Irak          | 2017    | 5     | 0      |
| Irak          | 2018    | 1     | 0      |
| Ogólnie       | Ogólnie | 31    | 0      |

## Sukcesy

### Al-Quwa Al-Jawiya
- Mistrzostwo Iraku: 2016/17
- Puchar AFC: 2016, 2017